# Scotinotylus
Scotinotylus este un gen de păianjeni din familia Linyphiidae.

## Specii[1]
- Scotinotylus alienus
- Scotinotylus allocotus
- Scotinotylus alpigena
- Scotinotylus alpinus
- Scotinotylus altaicus
- Scotinotylus ambiguus
- Scotinotylus amurensis
- Scotinotylus antennatus
- Scotinotylus apache
- Scotinotylus autor
- Scotinotylus bicavatus
- Scotinotylus bodenburgi
- Scotinotylus boreus
- Scotinotylus castoris
- Scotinotylus clavatus
- Scotinotylus columbia
- Scotinotylus crinitis
- Scotinotylus dubiosus
- Scotinotylus eutypus
- Scotinotylus evansi
- Scotinotylus exsectoides
- Scotinotylus formicarius
- Scotinotylus gracilis
- Scotinotylus humilis
- Scotinotylus kenus
- Scotinotylus kimjoopili
- Scotinotylus kolymensis
- Scotinotylus levii
- Scotinotylus majesticus
- Scotinotylus millidgei
- Scotinotylus montanus
- Scotinotylus pallidus
- Scotinotylus patellatus
- Scotinotylus pollucis
- Scotinotylus protervus
- Scotinotylus provincialis
- Scotinotylus provo
- Scotinotylus regalis
- Scotinotylus sacer
- Scotinotylus sacratus
- Scotinotylus sagittatus
- Scotinotylus sanctus
- Scotinotylus sintalutus
- Scotinotylus tianschanicus
- Scotinotylus venetus
- Scotinotylus vernalis